# Нижньоіндійський нафтогазоносний басейн
Нижньоіндійський нафтогазоносний басейн — розташований у північно-західній частині півострова Індостан і північній частині Аравійського моря.
Площа 265 тис. км² (на суші — 200 тис. м²). Запаси нафти близько 4 млн т, газу — 500 млрд м³. Розробляються 16 газоносних та 7 нафтових родовищ.